# Mala palača Zmajević
Mala palača Zmajević  ("donja kuća Zmajevića") je palača peraškog bratstva (kazade) Zmajević.
Nalazi se u zapadnom dijelu Perasta, u Penčićima, uz obalu. Preko puta, obalom prema zapadu je palača Lučić-Kolović-Matikola, uzbrdo su kapela sv. Križa, palača Zmajević i crkva Gospe od Ružarija. Obalom prema istoku je palača Smekja, a preko puta palača Chismae-Štukanović.
Danas služi u stambene svrhe.